# Vicia qatmensis
Vicia qatmensis là một loài thực vật có hoa trong họ Đậu. Loài này được Gomb. miêu tả khoa học đầu tiên.